# 韋士伐彗星
20D／韋士伐彗星（也稱為D／韋士伐1號彗星）是我們的太陽系內的一顆周期彗星，最初是由德國天文學家 J. G. 韋士伐在1852年7月24日發現的。他也在同年的8月9日被美國天文學家克里斯蒂安·亨利·弗里德里希·彼得斯在君士坦丁堡獨立發現。
這顆彗星最後是在1913年9月27日先被拉普拉塔天文台〔斯坦利港市〕觀測到，然後在11月26日再被其他的人觀測到。但在預測該回歸的1976年未曾被觀測到，因此目前被歸類為失蹤的彗星。

## 外部連結
- http://jcometobs.web.fc2.com/pcmtn/0020d.htm （页面存档备份，存于）
- 20D at Kronk's Cometography （页面存档备份，存于）
- 軌道根數 （页面存档备份，存于）

| 週期彗星                  | 週期彗星   | 週期彗星                         |
| ------------------------- | ---------- | -------------------------------- |
| 前一顆彗星 19P/包瑞利彗星 | 韋士伐彗星 | 後一顆彗星 21P/賈可比尼-秦諾彗星 |
| 週期彗星列表              |            |                                  |